# 恩賜
恩賜是指君主為了感謝臣下的忠節或功績，而給予臣下物品之行為。日本所稱「恩賜」，一般而言都是指天皇下賜。

## 關聯項目
- 恩賜公園
  - 有栖川宮紀念公園[2]
  - 井之頭恩賜公園[3]
  - 上野恩賜公園[4]
  - 猿江恩賜公園[5]
  - 恩賜箱根公園[6]
  - 舊芝離宮恩賜庭園[7]
  - 濱離宮恩賜庭園[8]
- 恩賜御衣
- 恩賜煙草（日语：恩賜のたばこ） - 2006年度末廢止。
- 恩賜銀時計（日语：恩賜の銀時計）
- 恩賜金時計
- 恩賜短刀
- 恩賜軍刀（日语：恩賜の軍刀）
- Bonbonnière（法语：Bonbonnière）
- 濟生會 - 作為恩賜財團設立。
- 同胞援護會 - 作為恩賜財團。

## 外部連結
- 恩賜の煙草，存于